# Рязанський проспект (станція метро)
«Рязанський проспект» (рос. Рязанский проспект) — станція Тагансько-Краснопресненської лінії Московського метрополітену. Розташована між станціями «Кузьминки» і «Вихіно». Розташована на території Рязанського району Південно-Східного адміністративного округу.

## Історія і походження назви
Станція відкрита 31 грудня 1966 у складі дільниці «Жданівська» — «Таганська». Сучасна назва по однойменному проспекту. Проектні назви — «Рязанське шосе» (назва Рязанського проспекту до 1964 року), «Вешняки», в 1991-92 роках пропонувалося перейменувати станцію в «Вешняки», проте за станцією зберегли колишню назву.

## Технічна характеристика
Конструкція станції — колонна трипрогінна мілкого закладення. Глибина закладення — 6 м. Споруджена зі збірних конструкцій за типовим проектом. На станції два ряди по 40 колон. Крок колон — 4 м. Проліт між рядами колон зменшений.

## Колійний розвиток
Станція без колійного розвитку.

## Оздоблення
Колони облицьовані сіро-блакитними хвилястим мармуром. Стіни навпроти платформи покриті глазурованою керамічною плиткою: зверху — білою і червоною (що нагадує орнамент у стилі рязанських рушників), внизу — чорною. Підлогу викладено сірим і рожевим гранітом.
Станція відрізняється невеликою шириною платформи.

## Вестибюлі й пересадки
Станція має два виходи, наземні вестибюлі, зведені у вигляді засклених павільйонів із залізобетонних конструкцій, розташовані по обидві сторони Рязанського проспекту біля перетину його з вулицями Академіка Скрябіна, Зеленодольської і 4-го Вешняковського проїзду. За 550 м від станції розташована пасажирська залізнична платформа «Вешняки», через частий транспортний колапс на станції метро Вихіно деякі люди використовують цю пересадку для заняття комфортних місць в електропоїздах, які прямують в область.

### Пересадки
- Залізнична платформа  Вешняки
- Автобуси: е70, 51, 133, 159, 208, 279, 371, 429, 491, 725, 725к, Вч, Вк, т63, н7